# Bille
Die Bille ist ein Nebenfluss der Elbe in Norddeutschland. Sie entspringt nördlich der Hahnheide bei Trittau im Südosten Schleswig-Holsteins und mündet in Hamburg in die Norderelbe.
Die Bille hat eine Fließlänge von 65 Kilometern, von denen sich 42 Kilometer in Schleswig-Holstein befinden, der Rest im Gebiet der Hansestadt Hamburg.

## Name
Der Fluss wird 1075 als Bilena erstmals urkundlich genannt. Gemäß dem Sprachwissenschaftler Albrecht Greule leitet sich der Name von germanisch beli- für 'weiß' ab. Alternative Herleitungen gehen von slawisch biely = „weiß“ aus, vergleiche den Flussnamen Biela.

## Verlauf

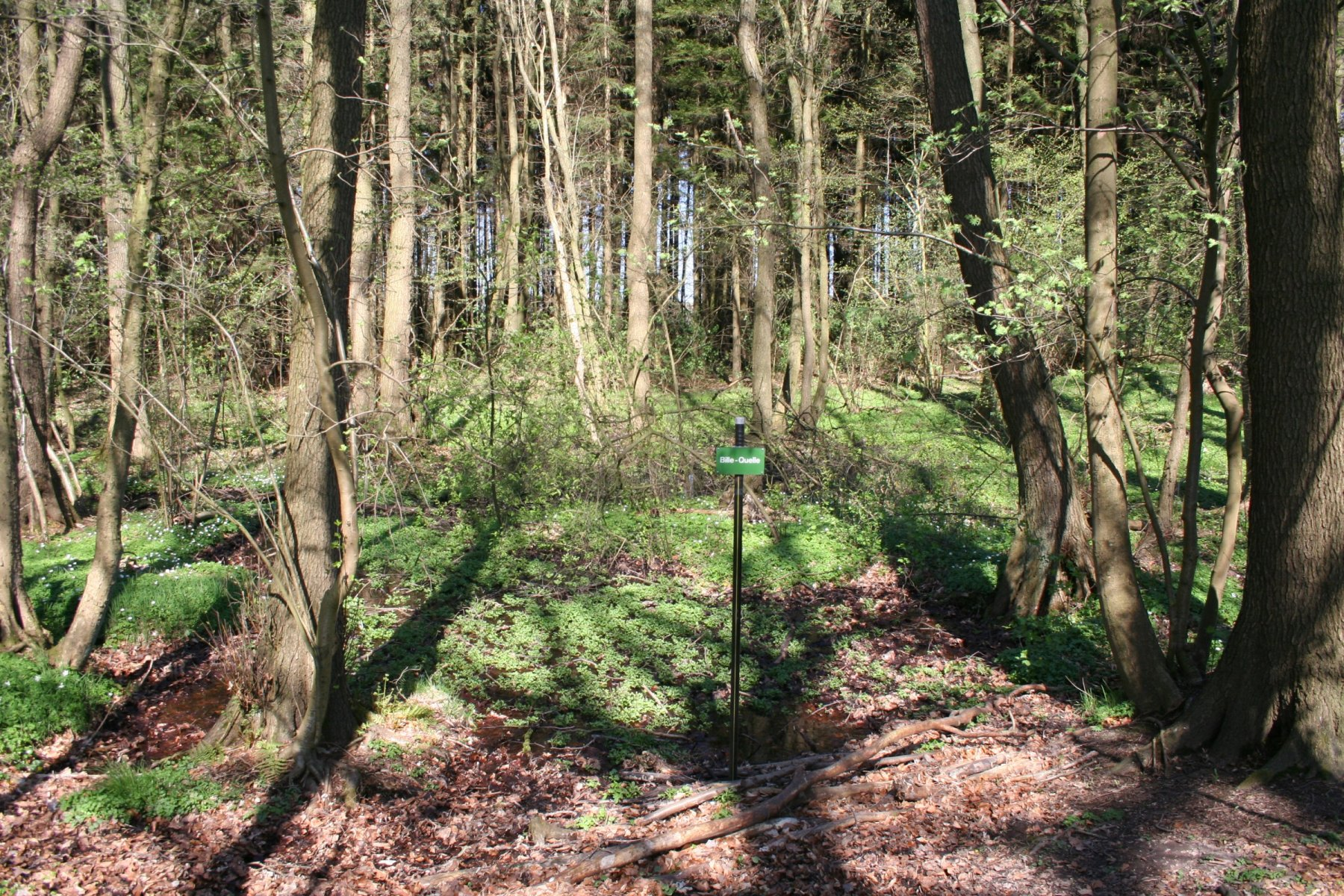
Billequelle bei Linau

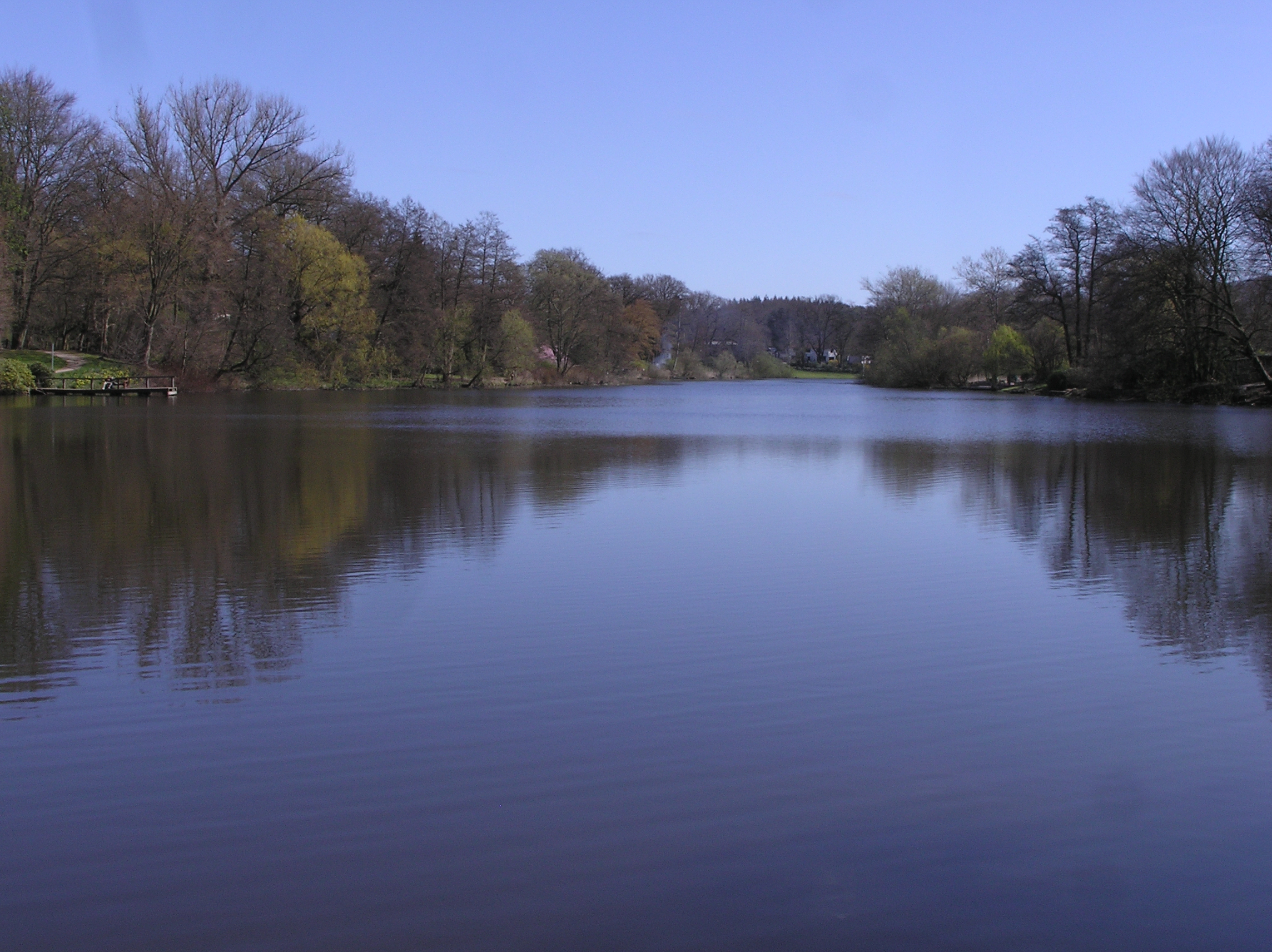
Die zum Mühlenteich aufgestaute Bille in Reinbek

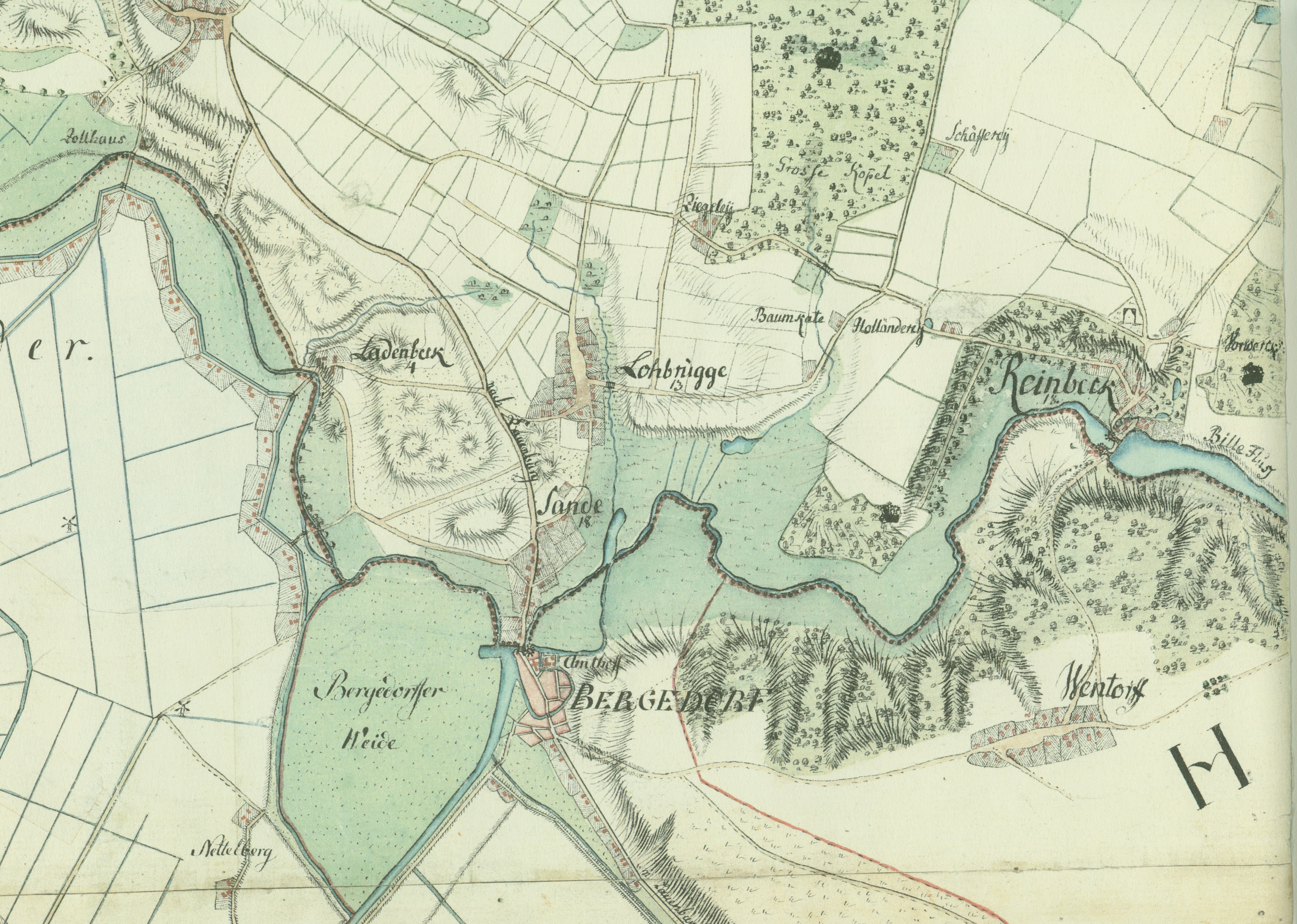
Die Bille bei Bergedorf Ende des 18. Jahrhunderts

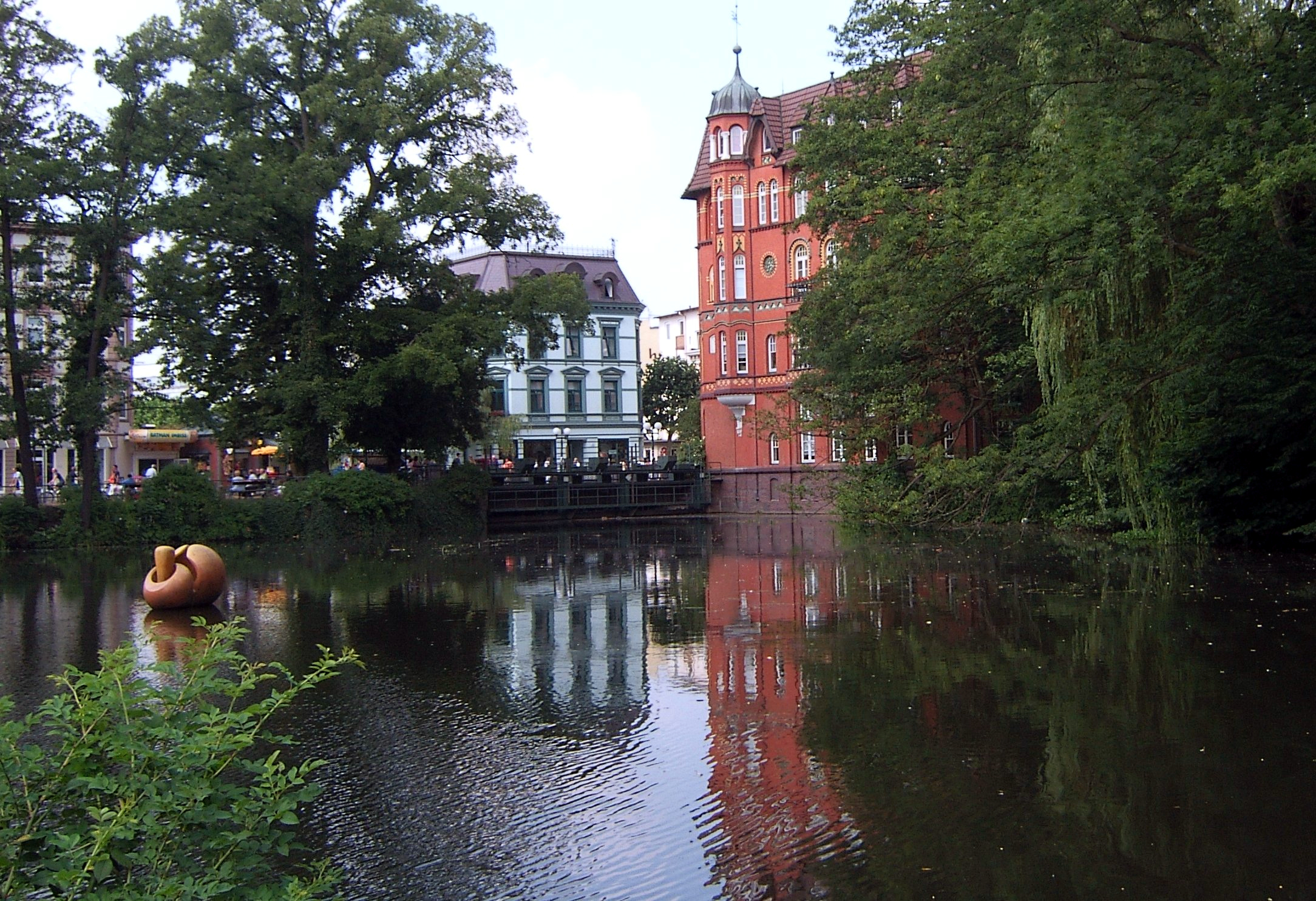
Staudamm Alte Holstenstraße

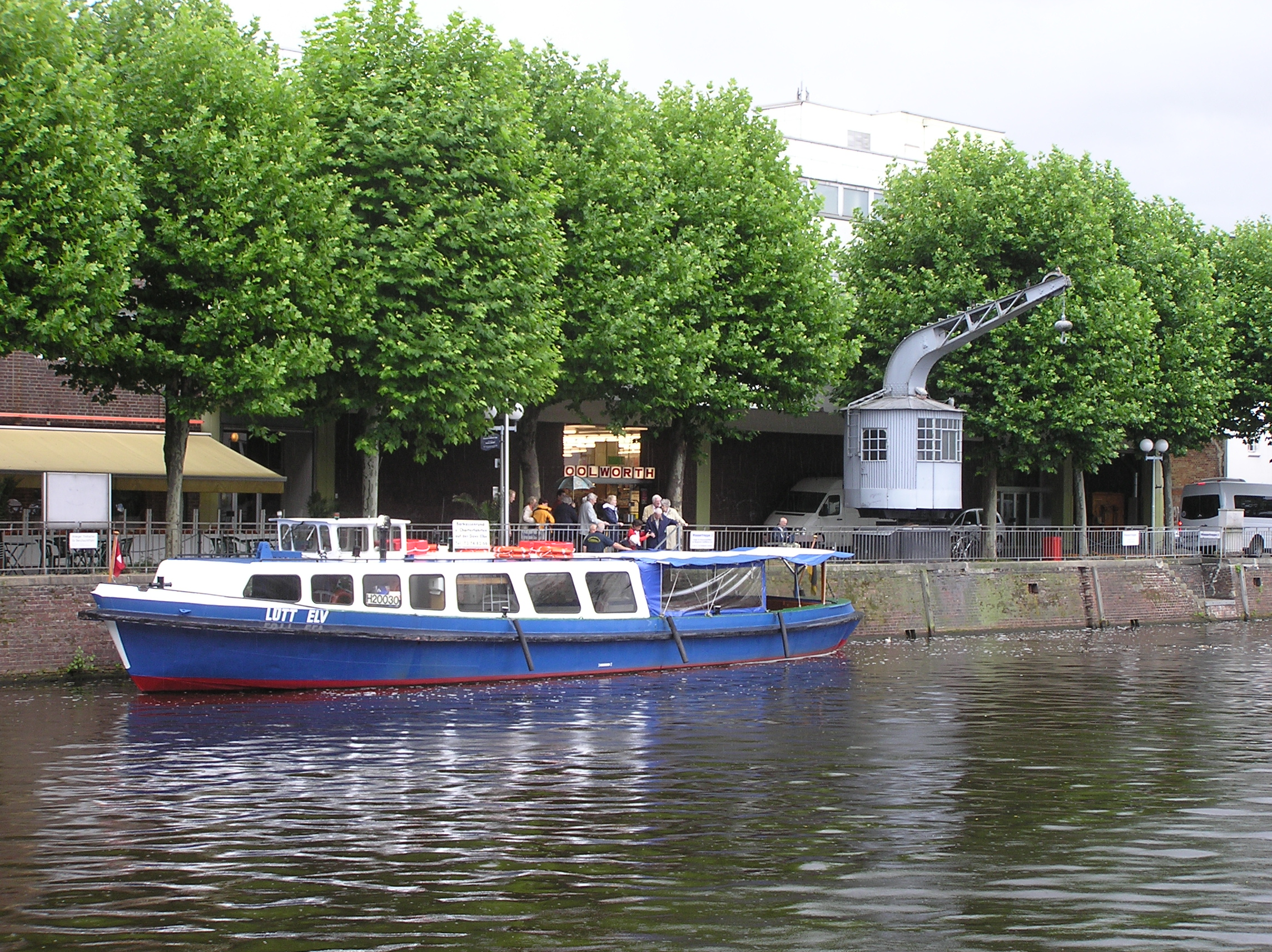
Historischer Kran am Serrahn Hamburg-Bergedorf

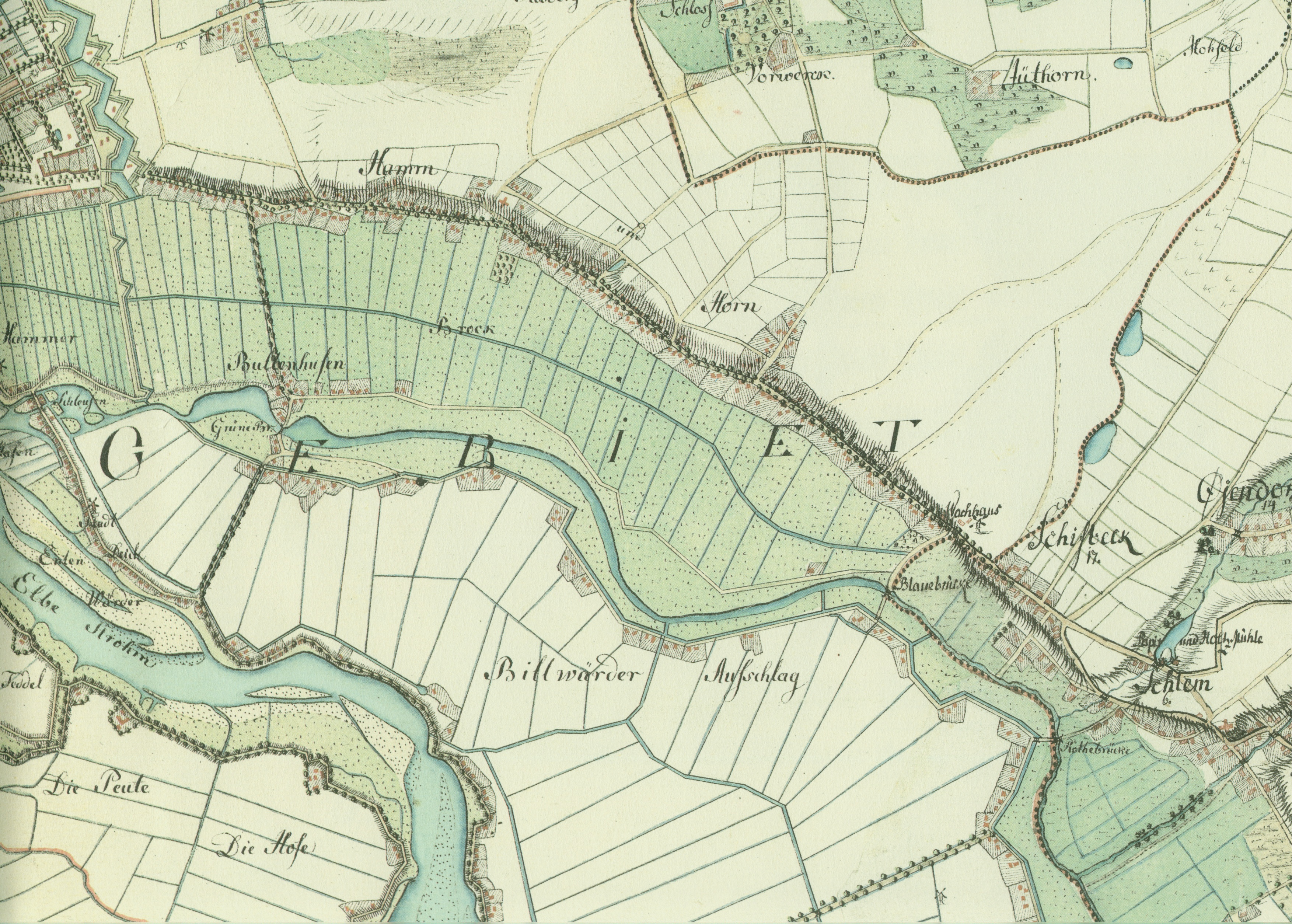
Unterlauf der Bille Ende des 18. Jahrhunderts

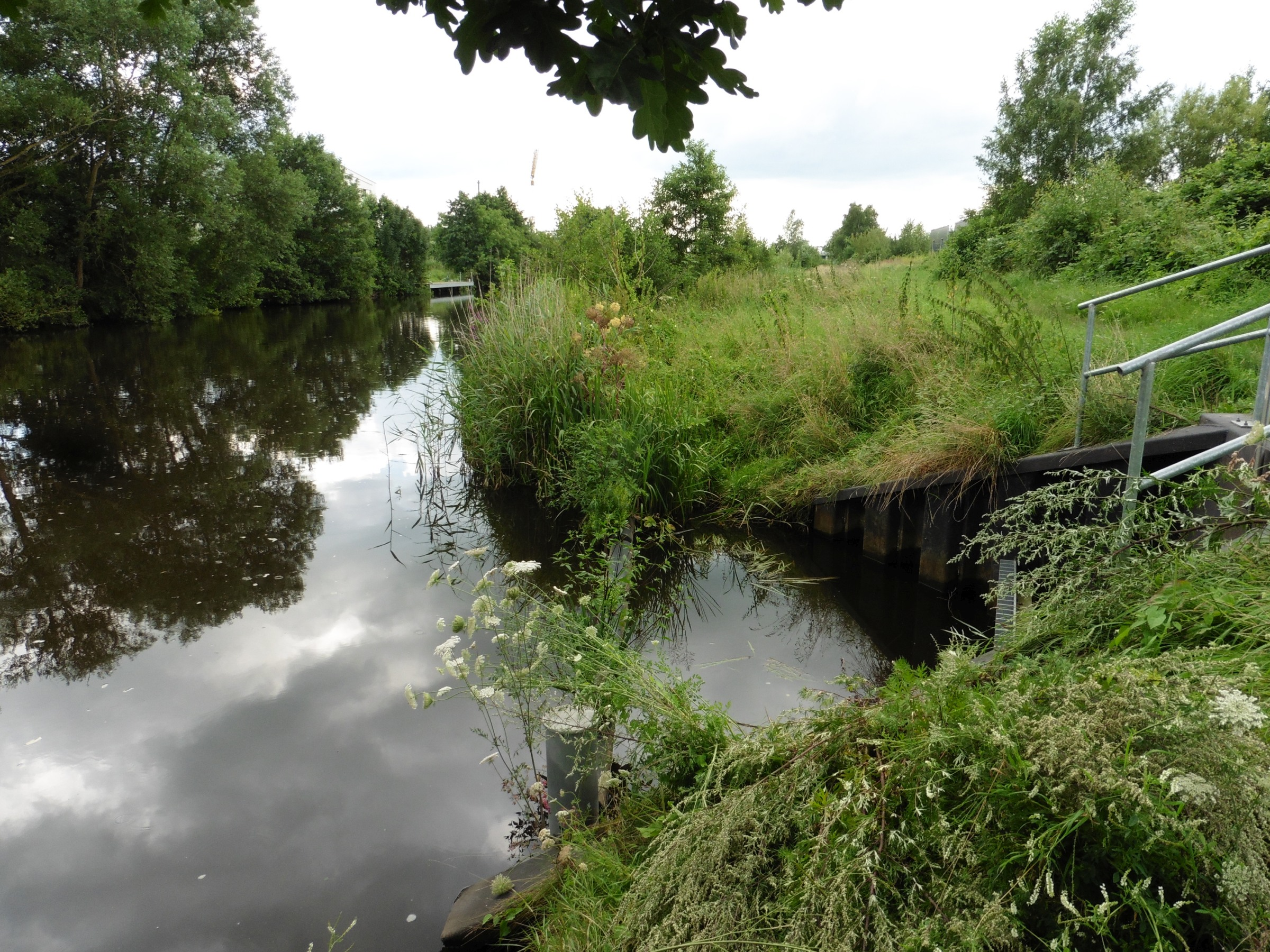
Ausleitung der Kampbille aus dem Schleusengraben

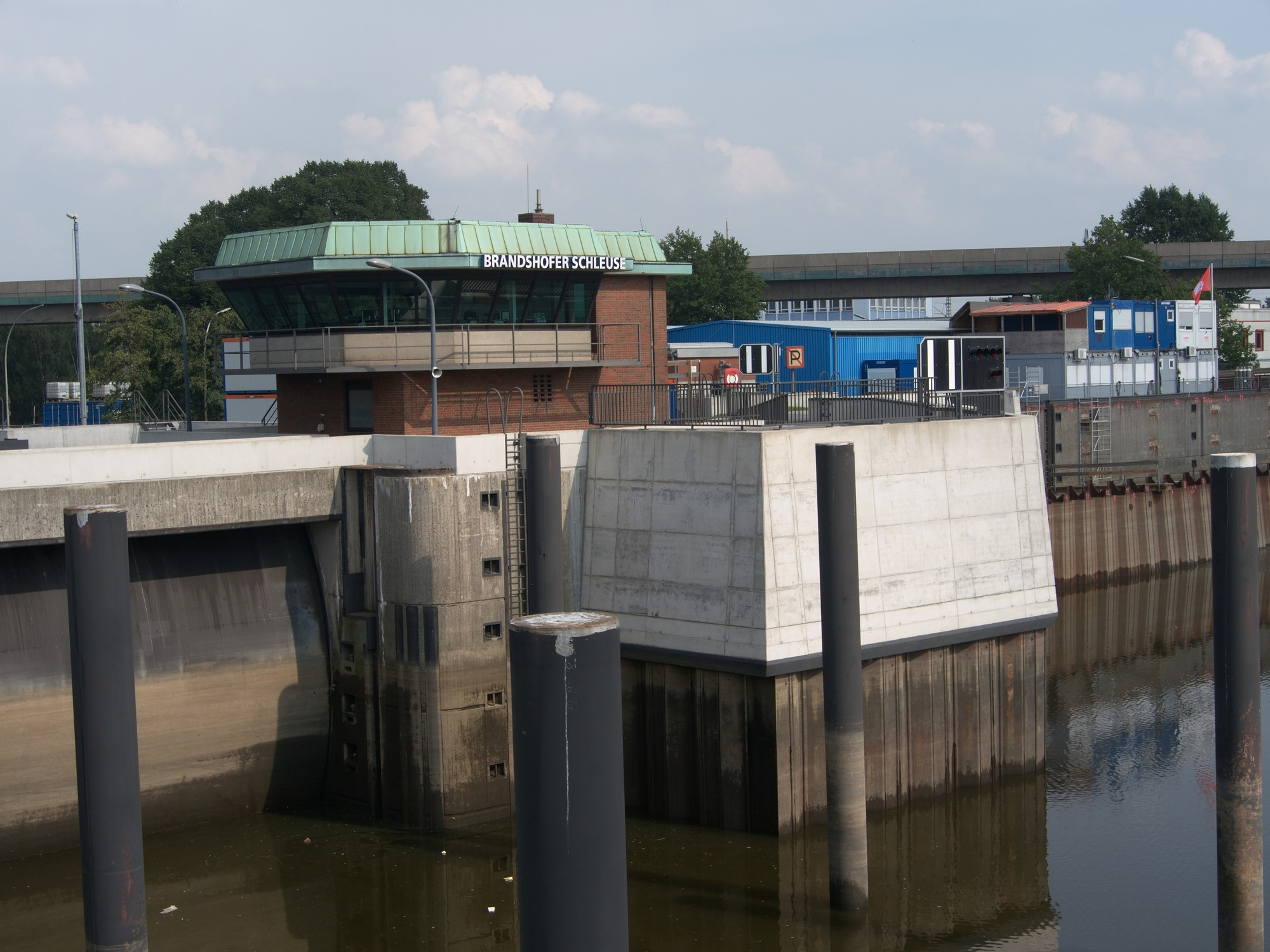
Brandshofer Schleuse

Die offizielle Quelle der Bille liegt bei Linau, südlich von Sirksfelde und wird aus dem Koberger und dem Linauer Moor gespeist. In ihrem Oberlauf nimmt die Bille viele Bäche und Kleingewässer auf. Ab Grande, Kuddewörde bildet sie die Westgrenze des Sachsenwaldes. Bei Witzhave nimmt die Bille die Corbek auf, bei Aumühle die Schwarze Au, die weite Teile des Sachsenwaldes entwässert. Dann fließt sie durch Villengebiete in Wohltorf. In Reinbek ist die Bille zum Mühlenteich angestaut, an dessen Ufer das Reinbeker Schloss liegt.
Die Obere Bille bis Bergedorf bildet an vielen Stellen die Grenze zwischen den Kreisen Stormarn und Lauenburg, die wiederum der historischen Grenze zwischen den Siedlungsgebieten von Sachsen und Wenden entspricht (Limes Saxoniae). Dies hat an einigen Stellen zur Bildung von Zwillingsgemeinden geführt, so gibt es beispielsweise einen lauenburgischen und einen stormarnschen Teil von Hamfelde und Köthel, ebenso wie Grande und Kuddewörde nur von der Bille getrennt sind, und die Grander Mühle eigentlich in Kuddewörde liegt.
Im Grenzbereich zwischen Aumühle und Krabbenkamp wurde der Fluss um 1845 auf einer Länge von mehreren 100 Metern beim Bau der Eisenbahnstrecke Hamburg–Berlin um etwa 100 Meter nach Süden verlegt. Der alte Flussverlauf ist heute noch an einigen Fischteichen nördlich neben der Strecke zu erkennen.
In Bergedorf wird die Bille seit 1208 aufgestaut. Der Staudamm befindet sich auf Höhe der Alten Holstenstraße. Bis 1939 wurde hier die herrschaftliche Kornwassermühle betrieben. Gleichzeitig wurde das aufgestaute Wasser für den Schlossgraben genutzt. Der Wasserstand der oberen Bille wird hier durch ein Wehr reguliert und durch den Serrahn benannten Bergedorfer Hafen entwässert.
Weiter fließt das Wasser der Bille seit 1443 durch den kanalisierten Schleusengraben bei der Krapphofschleuse in die Dove Elbe. Der ursprüngliche Flussverlauf wurde mit der Bergedorfer bzw. Lohbrügger Innenstadt überbaut. In den Schleusengraben mündet aus Richtung Osten die Brookwetterung, die den nördlichen Teil der Vierlande entwässert.
Teile des Wassers des Schleusengrabens werden über die bachartige, teilweise verrohrte Kampbille zur Mittleren Bille geleitet, die ab Heckkaten dem ursprünglichen Flusslauf durch die Billwerder Marsch nach Tiefstack folgt und dabei einige der Gewässer der Umgebung, wie die Ladenbek und die Glinder Au, aufnimmt. Ab dem Zufluss der Ladenbek bis zur Unterquerung der Bundesautobahn 1 bildet die Bille den südöstlichen, südlichen und südwestlichen  Rand des Naturschutzgebietes Boberger Niederung.
Der ab der Autobahn A1 als Untere Bille bezeichnete Flusslauf verzweigt sich in den Hamburger Stadtteilen Billbrook, Hammerbrook und Rothenburgsort, die sehr stark durch Gewerbe und Industrie gekennzeichnet sind, in verschiedene Kanäle und mündet letztlich bei der Brandshofer Schleuse in die Elbe.

## Bauwerke
- Grander Mühle
- Schloss Reinbek
- Schloss Bergedorf
- Der Serrahn in Bergedorf
- Brandshofer Schleuse

Zwischen Bergedorf und Brandshofer Schleuse wird die Bille von mehreren Brücken überquert, deren Geländerfarbe angeblich gewählt wurde, um der überwiegend analphabetischen Landbevölkerung die Orientierung zu erleichtern. Es sind dies (flussabwärts) die – Rote Brücke – Gelbe Brücke – Blaue Brücke – Braune Brücke – Grüne Brücke – Schwarze Brücke. Alte Karten zeigen, dass die Brückennamen zum Teil mindestens bis ins 18. Jahrhundert zurückgehen.

## Naturschutzgebiete

### Billetal
Das Billetal zwischen Grander Mühle und Einmündung in den Reinbeker Mühlenteich steht seit 1987 unter Naturschutz. Dort haben sich inzwischen gefährdete Fischarten wie Äsche, Bachneunauge, Elritze und Bachschmerle wieder angesiedelt. Bachforelle und Regenbogenforelle kommen relativ häufig vor. Im Uferbereich nisten seltene Vögel wie der Eisvogel. Zum Naturschutzgebiet gehört auch das Mündungsgebiet der Corbek.

### Boberger Niederung
Das Naturschutzgebiet Boberger Niederung liegt nördlich der Bille in Hamburg zwischen Bergedorf und Kirchsteinbek. Es erhielt 1991 mit einer Gesamtfläche von 350 Hektar seinen Schutzstatus.
Geologisch handelt es sich bei dem Gebiet um ein eiszeitliches Schmelzwasserrinnensystem, das am Südrand der Vereisungsgrenze der letzten Eiszeit entstanden ist.